# The Electric Light Orchestra (альбом)
The Electric Light Orchestra — дебютный студийный альбом британской группы Electric Light Orchestra, выпущенный в декабре 1971 года лейблом Harvest Records в Великобритании и в марте 1972 года лейблом United Artists Records в США (где он назывался No Answer). Впоследствии альбом был несколько раз переиздан на CD с добавлением бонус-треков.

## Об альбоме
Главная роль в создании альбома принадлежит трём музыкантам: Рою Вуду, Джеффу Линну и Биву Бивэну, бывшим в то время участниками группы The Move. На этом альбоме группа продемонстрировала уникальное звучание (не повторяющееся ни на одном из их последующих дисков), в том числе, благодаря обилию духовых и струнных инструментов. Эта работа была положительно оценена критиками и принесла группе популярность: диск достиг №32 в UK Albums Chart и №196 в Billboard Top LPs & Tape. Открывающая альбом композиция «10538 Overture» была также выпущена в виде сингла (первого сингла группы, с инструментальной композицией «First Movement (Jumping Biz)» из того же альбома на второй стороне) и достигла #9 в британских чартах.
Альтернативное название американского издания объясняется технической ошибкой. Когда руководителю американской фирмы грамзаписи United Artists потребовалось узнать название альбома новой группы, который фирма собиралась выпускать, он дал поручение секретарше дозвониться в Великобританию и выяснить у менеджера название альбома. Секретарь не смогла дозвониться и, покидая контору уже поздно вечером, оставила на столе записку со словами «No Answer» («Не ответили»). На следующее утро эти два слова были поняты шефом как выполненное задание. Под этим названием и вышел в США первый альбом группы.
Первый альбом The Electric Light Orchestra оказался и последним, в котором участвовал один из основателей группы Рой Вуд. При записи этого альбома он сыграл на большом количестве музыкальных инструментов, включая даже ударные на композиции «The Battle of Marston Moor (July 2nd 1644)» (посвящённой реальному историческому событию), поскольку ударник Бив Бивэн отказался это делать. Вскоре после выхода дебютного альбома и начала работы над следующим Рой Вуд ушёл из группы и основал собственный коллектив Wizzard.
По словам музыкального критика Стюарта Мейсона, этот альбом по своему звучанию «не похож ни на что-либо, сделанное Джеффом Линном и Роем Вудом ни до, ни после, и в этом его прелесть».

## Список композиций

### Сторона «А»
1. «10538 Overture» (Джефф Линн) — 5:32
2. «Look at Me Now» (Рой Вуд) — 3:17
3. «Nellie Takes Her Bow» (Линн) — 5:59
4. «The Battle of Marston Moor (July 2nd 1644)» (Вуд) — 6:03

### Сторона «Б»
1. «First Movement (Jumping Biz)» (Вуд) — 3:00
2. «Mr. Radio[англ.]» (Линн) — 5:04
3. «Manhattan Rumble (49th Street Massacre)» (Линн) — 4:22
4. «Queen of the Hours» (Линн) — 3:22
5. «Whisper in The Night» (Вуд) — 4:50

## Участники записи
Electric Light Orchestra:
- Джефф Линн — вокал, фортепиано, гитары, перкуссия, синтезатор Муга
- Рой Вуд — вокал, виолончель, гитары, контрабас, гобой, фагот, кларнет, блокфлейта, перкуссия, бас-кларнет, крумгорн.
- Бив Бивэн — ударные, перкуссия
- Билл Хант — валторна, охотничий горн, piccolo trumpet
- Стив Вулам — скрипка

Приглашённые музыканты:
- Рик Прайс — бас-гитара
- Ричард Тэнди — бас-гитара, клавишные
- Уилф Гибсон — скрипка
- Хью Макдауэлл — виолончель
- Майк Эдвардс — виолончель
- Энди Крэг — виолончель